# Битва при Алжубарроті
Би́тва при Алжубарро́ті (порт. Batalha de Aljubarrota) — битва, що відбулася 14 серпня 1385 року біля місцевості Алжубаррота (біля міст Лейрія та Алкобаса в Центральній Португалії) між португальськими та кастильськими військами в ході війни за португальський престол. Португальськими силами командував король Жуан I; його помічником був полководець Нуну Алваріш Перейра. Португальцями допомагали англійські найманці. Кастильськими силами командував король Хуан І; його помічником був Педру Алваріш Перейра. Кастильцям допомагали арагонські, італійські та французькі найманці. Завершилася перемогою португальської зброї, що поклала край кастильським претензіям на португальську корону. Завдяки перемозі Жуан І утвердився на троні, а Португалія зберегла незалежність. Країною стала правити Авіська династія. Окремі прикордонні конфлікти з кастильцями тривали до 1390 року. На пам'ять про перемогу, здобуту за божественного втручання, Жуан І збудував монастир святої Марії-Переможниці та містечко Баталя («битва»).

## Передумови
В жовтні 1383 року від чуми помер португальський король Фернанду І. По собі він лишив одну-єдину доньку, принцесу Беатрису, народжену у шлюбі з Леонорою Теллеш, королевою Португалії. Незадовго до смерті, в квітні того ж року, Ферднаду уклав Салватеррську угоду із кастильським королем Хуаном І, яка передбачала, що Беатриса стане дружиною останнього, а португальський престол належатиме їхнім нащадкам. Більшість португальців була незадоволена договором, оскільки він фактично означав поглинання їхньої країни кастильською монархією (майбутньою Іспанією). До 1385 року Португалія залишалася без короля, тому період 1383–85 років називають португальською кризою або міжкоролів'ям. Держава опинилася під контролем непопулярної королеви-регентки Леонори. Частина португальської шляхти та заможних купців вважала її ставленицею кастильців. Політична криза посилювалася соціально-економічною, збіднінням та чумою.
1383 року обурені мешканці столиці Лісабона вбили ставленика королеви-регенші графа Хуана де Андейро й самовільно обрали новим регентом Жуана І, магістра Авіського ордену. Він був братом покійного короля Фернанду, байстрюком Педру І, дядьком інфанти Беатриси. Невдовзі повсталі захопили ряд міст й конфлікт між Жуаном і Леонорою набув рис внутрішньодержавного протистояння. Після того, як королева звернулася по військову допомогу до кастильського короля Хуана І, політична криза перетворилася на португальсько-кастильську війну. В лютому 1384 року прибічники королеви разом із кастильським флотом взяли в облогу Лісабон. Операція тривала до жовтня, але завершилася безрезультатно: столиця вистояла завдяки рішучості повсталих, міцним укріпленням та чумі, що косила нападників. Одночасно в квітні 1384 року португальці під проводом Нуну Перейри розбили наземні сили кастильців у першій наземній битві при Атолейруші, що засвідчила успішність організації прибічників Жуана.
6 квітня 1385 року португальські Кортеси в Коїмбрі проголосили Жуана І новим королем Португалії. Він анексував міста Каміня, Брага, Гімарайнш та інші, що визнавали владу Беатриси та її чоловіка Хуана І. У відповідь Кастилія поновила воєнні дії: в квітні її флот знову обложив Лісабон з моря, а в травні сухопутні сили пограбували Візеу й пограбували. 29 травня того ж року португальці завдали болісної поразки кастильцям під Транкозу, коли ті поверталися з награбованим і полоненим додому.
8 липня 1385 року кастильський король Хуан І вторгся до Португалії, ведучи особисто своє 31-тисячне військо. Воно складалося з 15 тисяч піхотинців, 6 тисяч лицарів, 8 тисячі арбалетників та лучників, а також 2-тисячного контингенту французьких лицарів. Кастильці мали із собою 15 мортир. Вторгнення підтримували королівства Франції та Арагону. Провідником завойовників був португальський шляхтич Педру Алваріш Перейра, старший брат португальського полководця Нуну Алваріша; він належав до табору прибічників королеви Леонори, а після поразки при Атолейруші приєднався до кастильців.
На зустріч нападникам рушили португальці під проводом Нуну Алваріша Перейри. Він об'єднався із армією португальського короля Жуана І в Томарі. Загальна чисельність португальських сил становила 6,6 тисяч вояків. Серед них було 4 тисячі піхотинців, 1,7 тисячі лицарів, 800 арбалетників та 100 англійських лучників, ветеранів Столітньої війни з французами, які прибули вшанувати португальсько-англійський союз, укладений 1373 року. Незважаючи на мале число війська, король вирішив зустріти противника у відкритому бою, до того як кастильці зможуть оточити Лісабон з суші. Це було зроблено за наполягання Нуну Алваріша. Місцем для битви, яку так само вказав Нуну, обрали місцевість Святого Георгія (São Jorge), біля Алжубарроти, — вигідний для оборони плоскуватий пагорб, оточений з двох боків малими річками, із невеликим поселенням Шан-де-Фейра (Chão da Feira, «Торговище») у найширшій точці межиріччя.

## Битва

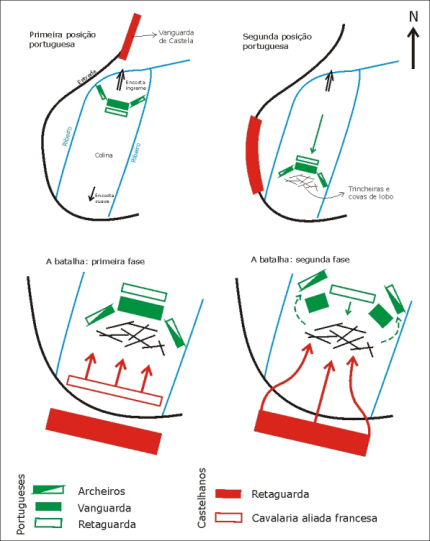
Схема битви.

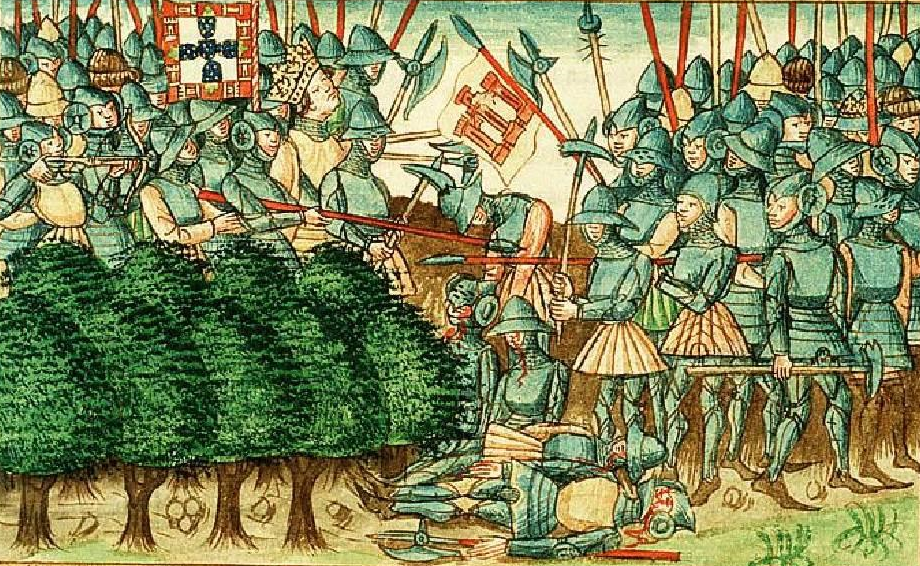
Битва при Алжубарроті.

Близько 10 години ранку 14 серпня 1385 року португальська армія Жуана І зайняла оборонні позиці на північному боці пагорба біля Алжубарротти. Цей бік виходив на римську дорогу, якою просувалося кастильське військо. Португальці поставили кінноту й піхоту в центрі, а лучників та арбалетників — по флангах. Авангард лівого крила складали 200 молодих лицарів, яких прозвали «крилом закоханих» (Ala dos Namorados). На правому фланзі стояв авангард із сотні лицарів, яких прозвали «крилом жимолості» (Ala de Madressilva). Позаду були підкріплення, якими командував Жуан І. Зайнявши висоту, португальці могли бачити прибуття противника. Їхні фронт і фланги захищали природні перепони — струмки та крутосхили пагорба. Тил португальських позицій, що згодом став ареною битви, був вершиною вузького узвозу, який вів до невеличкого села Шан да Фейра; за модою Столітної війни його захищала серія взаємопов'язаних траншей. По дорозі були розкидані шипи проти ворожої кінноти.
Ополудні на обрії з'явилося 31-тисячне кастильське військо, що просувалося з півночі зі сторони римської дороги. Бачачи, що португальці зайняли укріплені оборонні позиції, Хуан І вирішив не атакувати. Проте коли розвідники донесли йому, що південний бік пагорба, на якому стояв противник, має пологі схили, він рушив туди із військом, сподіваючись вдарити по португальцях з тилу.
У відповідь на рух кастильців португальське військо розвернуло свої порядки назад, лицем до південного схилу пагорба. Зміна шикування була виконана миттєво. Аби заспокоїти своїх вояків португальський генерал Нуну Алваріш Перейра наказав нашвидкуруч посилити траншеї, викопати нові канави й ями проти ворожої кінноти.
О 18-й годині багатотисячна кастильська армія Хуана І обійшла пагорб, дісталася південного схилу й була готова до атаки. Згідно з його донесеннями про битву, кастильці були дуже стомлені маршем і маневром під нещадним пекучим сонцем. Незважаючи на це вони заповзято розпочали бій.
Першою кинулася в наступ французька важка кавалерія, союзники Кастилії. Вони сподівались знести португальців з пагорба потужним ударом. Проте так само як в битві при Кресі, їх натиск спинили траншеї та канави на схилі пагорба. Португальські арбалетники та англійські лучники, що вийшли вперед, перестріляли більшість французів. Кастильська піхота не встигла підтримати атаку важкої кавалерії, тому недобиті лицарі потрапили до португальського полону. Згодом їх умертвили через неможливість наглядати за ними.
Тим часом на пагорб стала підніматися кастильська піхота під проводом короля Хуана І. Затиснута на вузькому узвозі вона не могла скористатися своєю чисельністю. Португальський король Жуан І кинув на противника авангарди лівого і правого крила, та наказав стрільцям, яких відвів за передову лінію, поливати ворогів стрілами. Кастильскі лицарі були змушені спішитися й атакувати пліч-о-пліч з піхотою. У жорстокому рукопашному бою обидві сторони зазнали великих втрат. Особливо відзначилися молоді португальці з «крила закоханих», що своїми життями поховали спроби кастильців оточити противника з флангів.
Битва тривала близько години, але нападники досі не могли захопити пагорб. Коли сонце почало сходити, у січі впав прапороносець кастильського короля Хуана І. Кастильці сприйняли це за загибель монарха й заходилися тікати з поля бою в панці. Піддавшись настроям деморалізованого загалу, сам Хуан І кинув своїх воїнів, що продовжували битися, й поспішно відступив, рятуючи своє життя до Сантарена і Бадахоса. Врешті-решт, португальці порвали кастильські ряди й кинулися за втікачами вниз по пагорбу. Вони убили багатьох ще до настання ночі й здобули перемогу.

## Наслідки

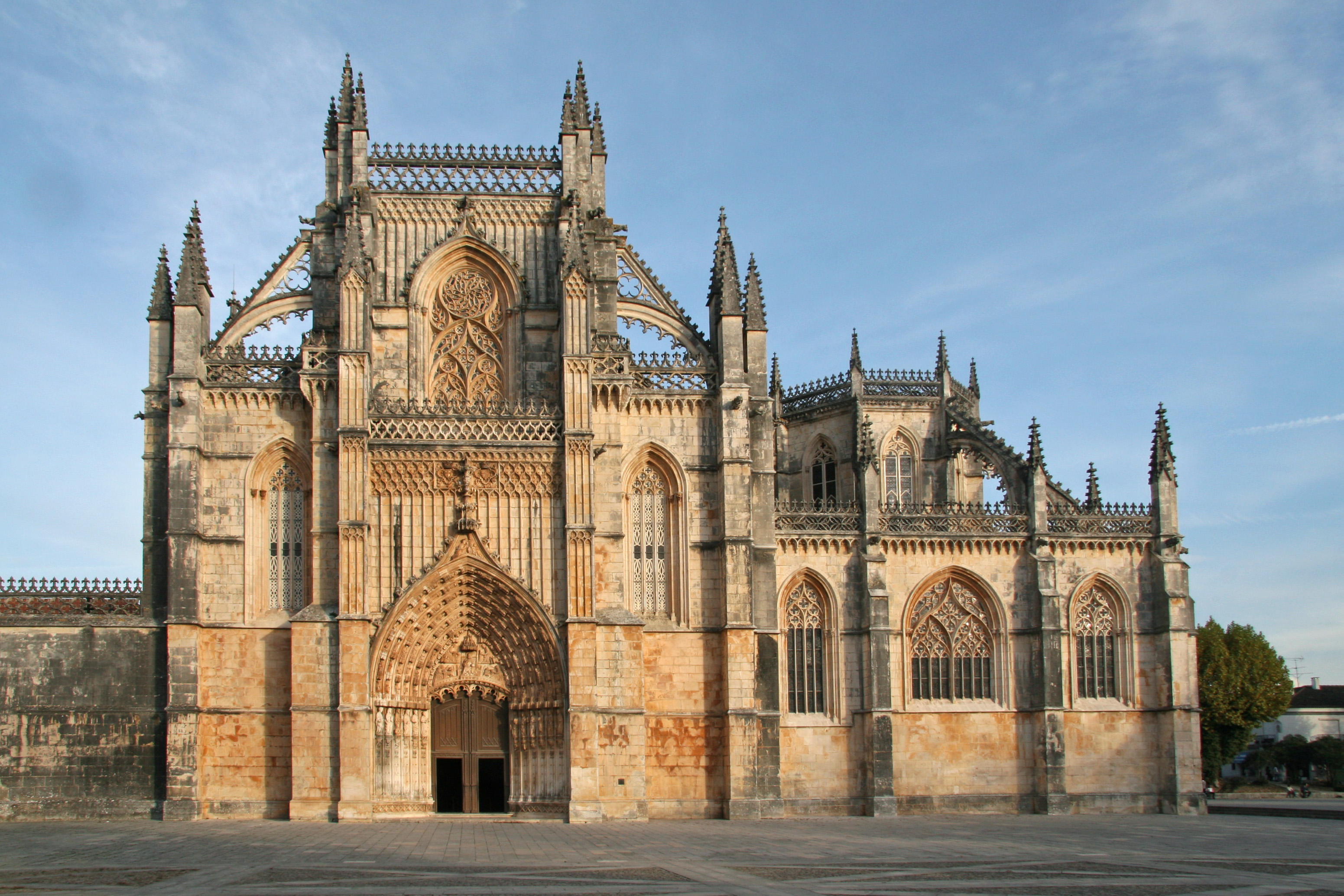
Батальський монастир.

У битві та після неї загинуло близько 5 тисяч кастильців і 1 тисяча португальців. Португальський простолюд з околиць Алжубарроте охоче взявся добивати ворогів, що відступали. Різанина була настільки кривавою, що породила легенди. За однією з них одна алжубарротська пекарка на ім'я Брітеш з Алмейди — височезна жінка з 6-ма пальцями на кожній руці — власноруч убила вісьмох кастильських вояків, що переховувалися у її пекарні після битви.
Зранку наступного дня, 15 серпня 1385 року, відкрилася картина побоїща — за переказами, кастильських трупів було настільки багато, що вони загатили струмки внизу пагорба. У битві загинуло декілька кастильських родів та міських ополчень, зокрема була повністю знищена міліція Сорії. Португальський король Жуан І амністував уцілілих ворогів і дозволив їм безперешкодно повертатися додому. Офіційний траур за загиблими у Кастилії тривав до Різдва 1387 року.
У жовтні 1385 року Нуну Алваріш Перейра здійснив превентивну атаку на Мериду в Кастилії й розгромив у битві при Вальверде кастильське військо, чисельніше ніж те, що було при Алжубарроті. Локальні прикордонні сутички з обох сторін тривали ще 5 років, допоки в 1390 році не помер кастильський король Хуан І. Офіційно війна завершилася підписанням Айльйонського договору 1411 року.
Битва при Алжубарроті поклала край намаганням Кастильської Корони інкорпорувати Португалію. Завдяки перемозі Жуан І остаточно був визнаний португальським королем, а Авійський дім — владною династією королівства. 1386 року Португалія й Англія уклали Віндзорський договір, що дав початок одному з найстаріших і найтриваліших військових союзів в історії, що є чинним досі. 1387 року Жуан І одружився із англійською принцесою Філіппою Ланкастерською, діти якої Дуарте та Еріке прославилися як видатні державні діячі.
Дякуючи за перемогу Діві Марії, король Жуан І заклав Батальський монастир святої Марії Переможниці, будівництво якого почалося 1386 року. Ця обитель є одним із найкращих зразків португальської готики, об'єктом Світовою спадщиною ЮНЕСКО. На місці ж самої битви в 1393 було збудовано Каплицю святого Георгія.
1958 року португальський археолог Афонсу ду Пасу провів першу серію археологічних розкопок на Алжубарротському пагорбі, де було виявлено оборонну систему із сотень траншей, ям і канав.
У березні 2002 року було створено Фонд битви при Алжубарроті, який займається вивченням і реконструюванням битви. За угодою 2003 року із Міністерством оборони Португалії Фонд створив Військовий музей, який 11 жовтня 2008 року був перетворений на Центр битви при Алжубарроті. 28 грудня 2010 року поле битви при Алжубарроті отримало статус національної пам'ятки Португалії.